# Новоселье (Смоленский район)
Новоселье — деревня в Смоленском районе Смоленской области России. Входит в состав Хохловского сельского поселения. Население — 3 жителя (2007 год). 
Расположена в западной части области в 18 км к юго-западу от Смоленска, в 15 км южнее автодороги А141 Орёл — Витебск, на берегу реки Вихра. В 16 км севернее деревни расположена железнодорожная станция Катынь на линии Москва — Минск. 

## История
В годы Великой Отечественной войны деревня была оккупирована гитлеровскими войсками в июле 1941 года, освобождена в сентябре 1943 года. 